# Iglesia de Santi Domenico e Sisto
La iglesia de los Santos Domingo y Sisto (en italiano: Chiesa dei Santi Domenico e Sisto) es una pequeña iglesia católica del siglo XVII de la ciudad de Roma, administrada por la orden dominica y dedicada a Santo Domingo de Guzmán y al papa Sixto II. Se encuentra situado en la colina del Quirinal y es la iglesia del campus de la Universidad Pontificia de Santo Tomás de Aquino.
Desde 2003, la iglesia es la sede del título cardenalicio Santos Domingo y Sixto.

## Historia

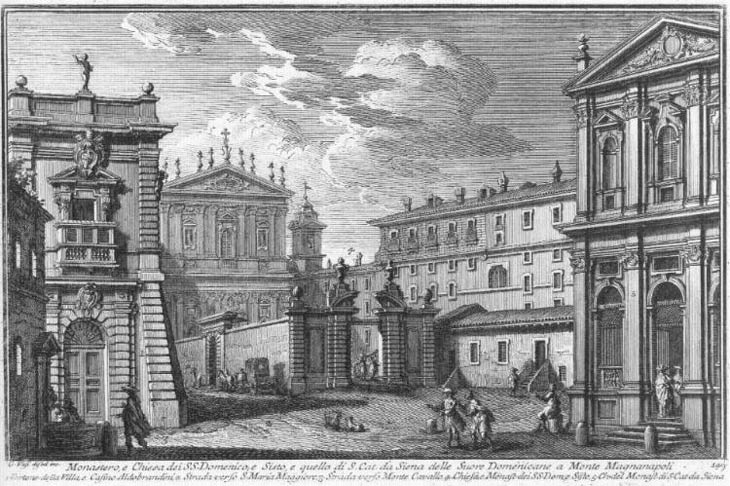
Santi Domenico e Sisto a la izquierda, y la cercana Santa Caterina a Magnanapoli a la derecha

La primera iglesia construida en este lugar fue la de Santa Maria a Magnanapoli, levantada en algún momento antes del año 1000. El actual templo fue un encargo del papa dominico Pío V. Su construcción comenzó en 1569. El proyecto original fue obra de Giacomo della Porta, aunque durante el largo período de construcción que se alargó hasta 1663, intervinieron otros arquitectos: la parte inferior de la iglesia fue diseñada por Nicola Torriani y la superior, por Torriani o Vincenzo della Greca. Della Greca construyó la fachada barroca en 1646, con su hermano Felice.
La fachada alberga cuatro estatuas: las dos de abajo representan a Santo Tomás de Aquino y San Pedro de Verona y fueron realizadas por Carlo Maderno; las dos de arriba son santo Domingo y san Sixto II, obra de Marcantonio Canini.

### Interior
En 1649 Gian Lorenzo Bernini realizó varios proyectos para esta iglesia, que incluyen el altar mayor y la primera capilla a la derecha desde la entrada. El altar de esta capilla y el grupo escultórico Noli me tangere fueron ejecutadas Antonio Raggi, discípulo de Bernini. La doble escalinata exterior construido en 1654 fue proyectada por el arquitecto Orazio Torriani. La pintura del techo de la Apoteosis de Santo Domingo fue pintada en 1674 por Domenico Maria Canuti, con trampantojo enmarcado de Enrico Haffner.

## Iglesia universitaria
El templo ha funcionado como iglesia de la Universidad Pontificia de Santo Tomás de Aquino, desde que los dominicanos adquirieron el conjunto conventual al gobierno italiano en 1927 después de la expropiación de la Orden en 1870. La iglesia se utiliza para celebrar la solemne inauguración del año académico, la festividad de Santo Tomás de Aquino y la clausura oficial del curso académico. Permanece cerrada durante las vacaciones de verano de la universidad, excepto en la fiesta de Santo Domingo el 7 de agosto. 

## Capillas
El retablo de la tercera capilla del lado sur, de Pier Francesco Mola, representa la visión de Santo Domingo.
En la segunda capilla, en el lado norte, está La boda mística de Santa Catalina (1532), de Francesco Allegrini
En la tercera capilla en el lado norte está la Madonna y niño (1460) de Benozzo Gozzoli, discípulo de Fra Angelico.

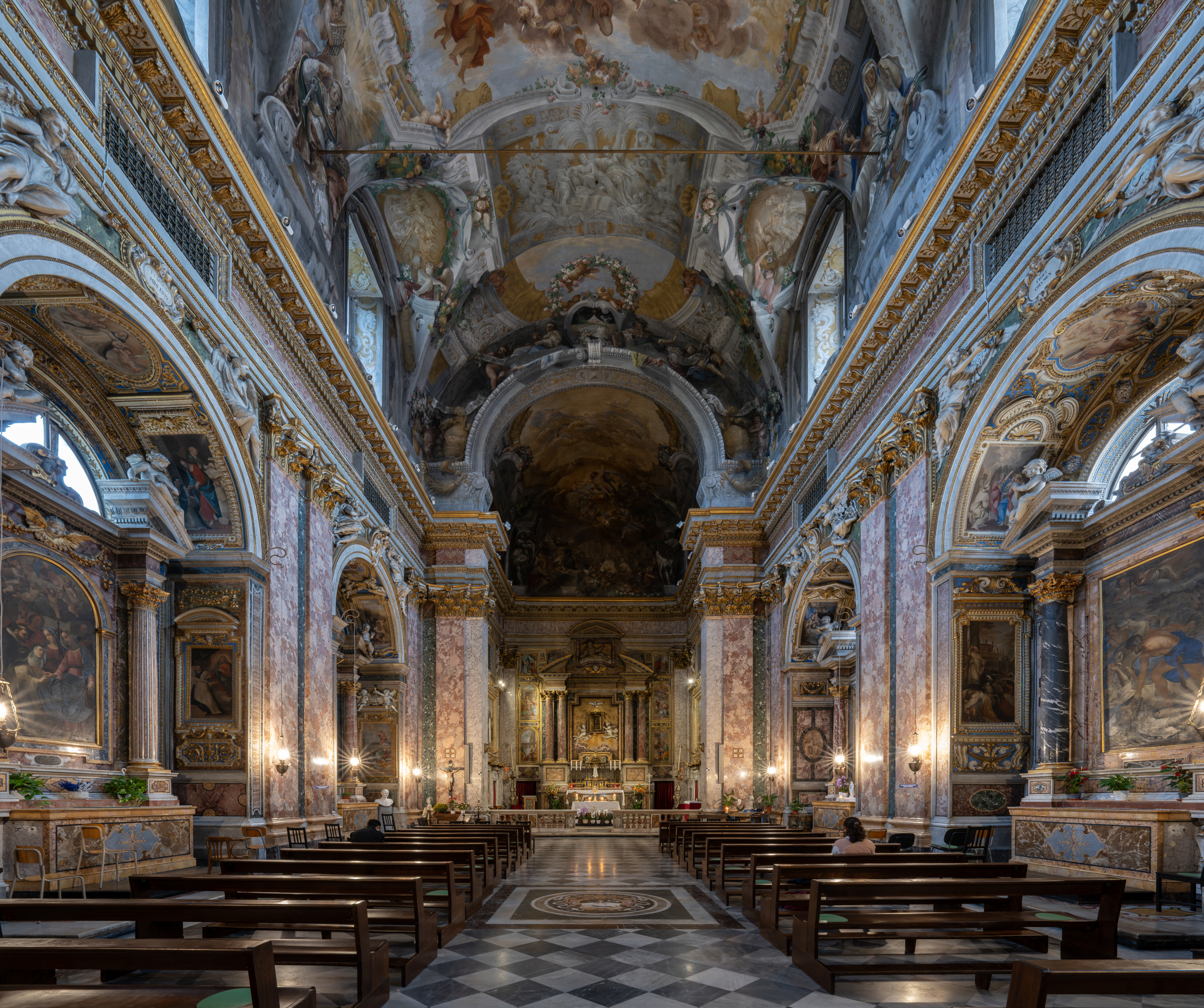
Vista interior
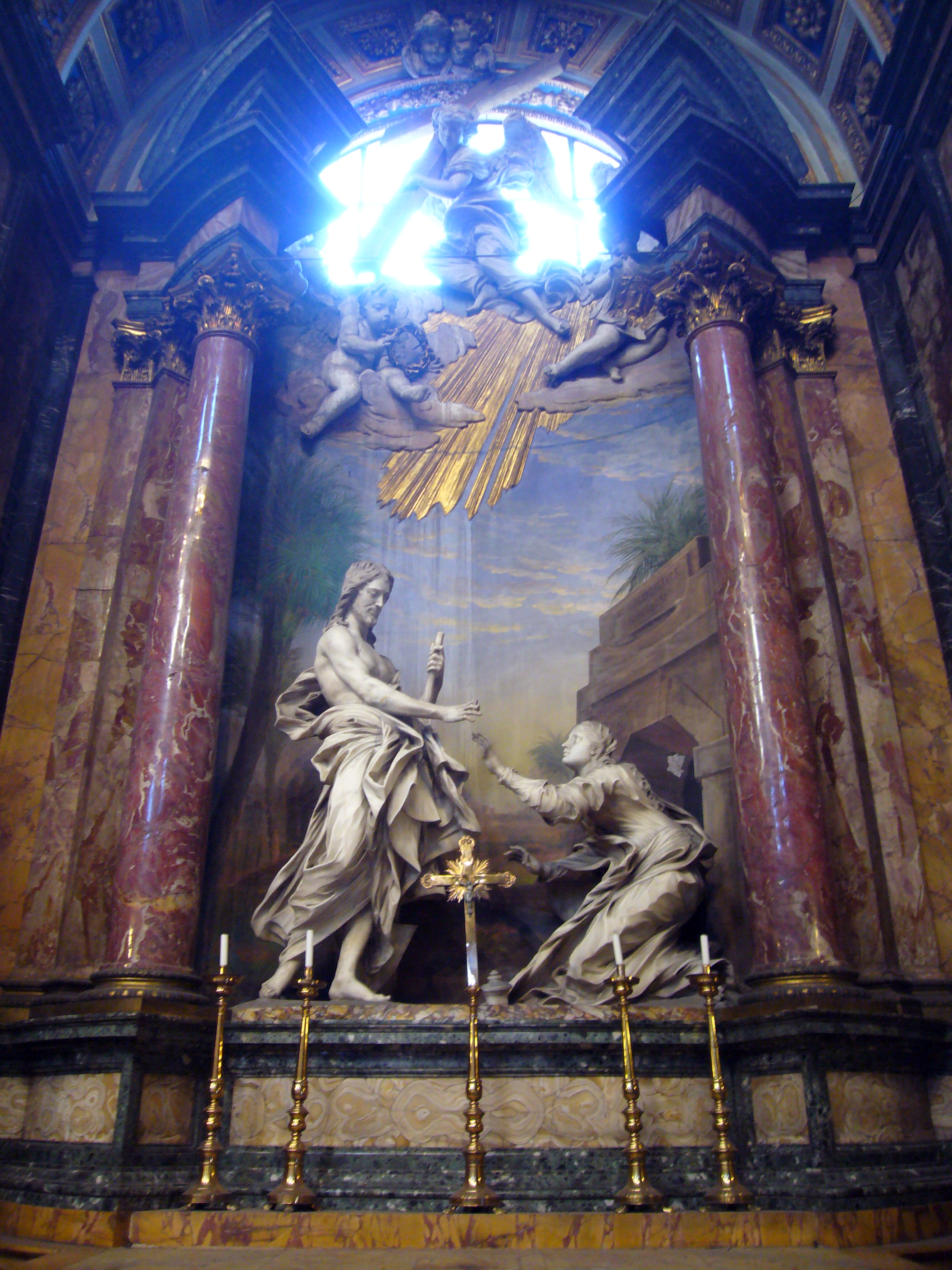
Noli me tangere, de Bernin
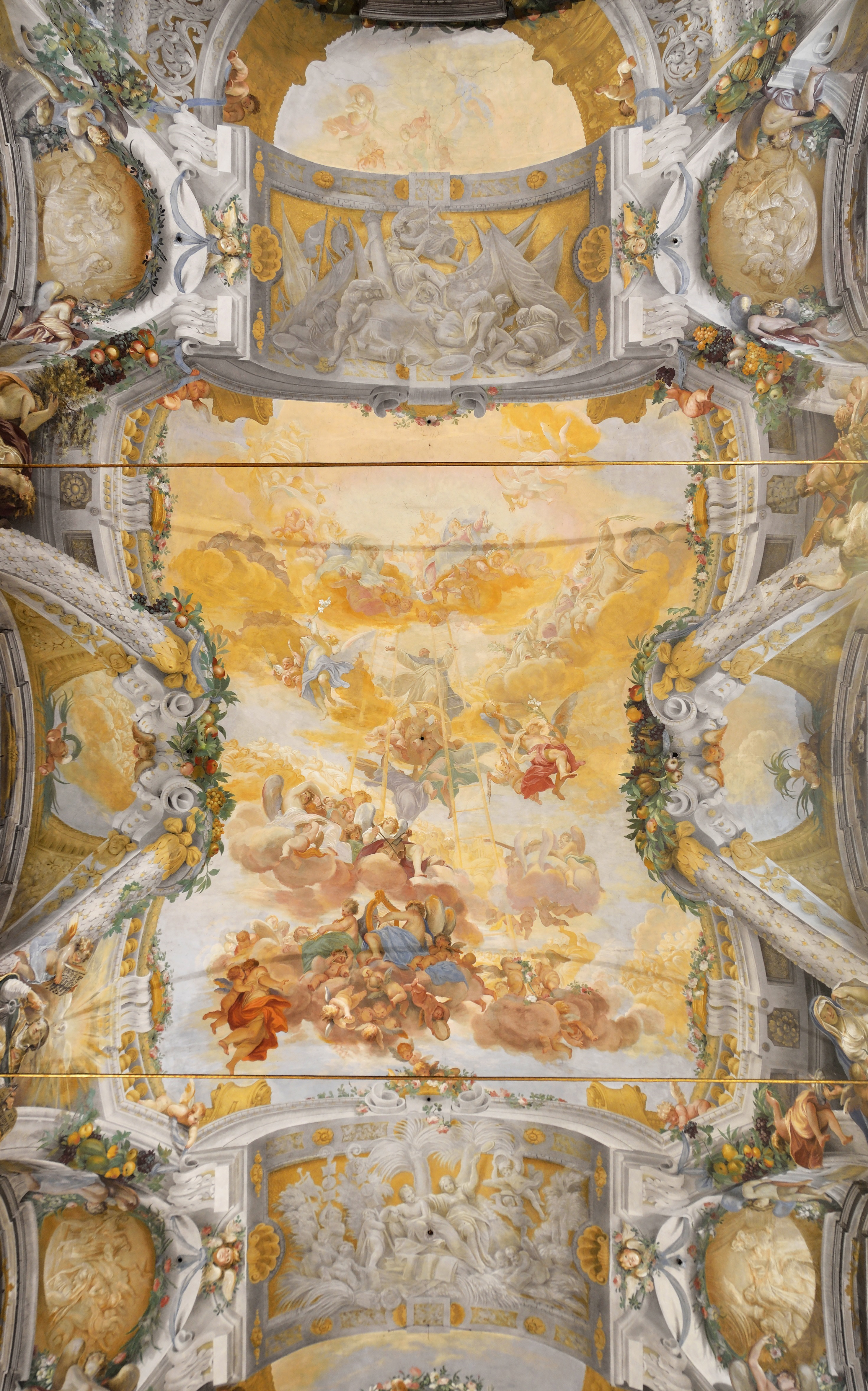
Apoteosis de Sto Domingo
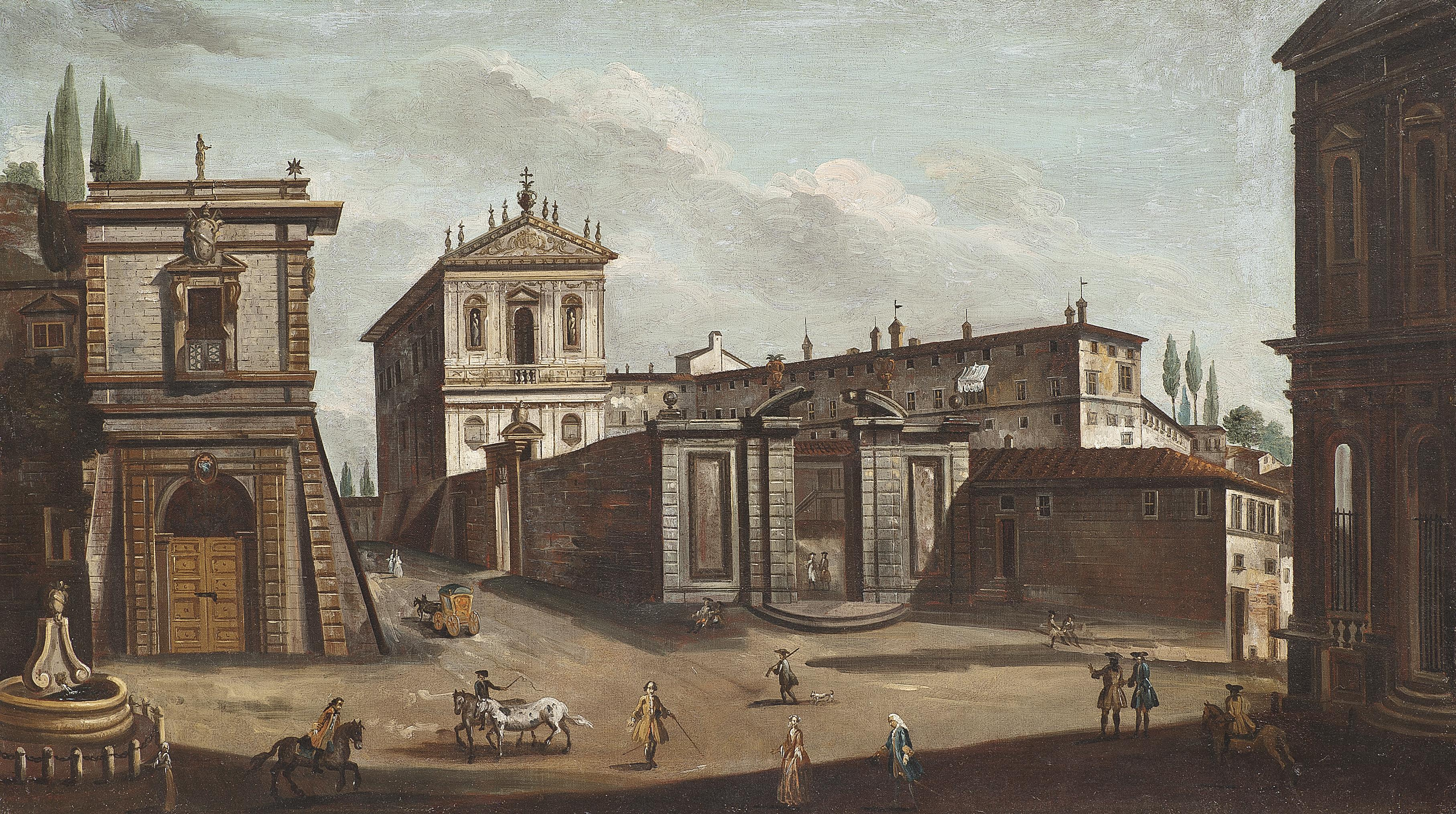
El templo visto desde la Villa Aldobrandini, de Jacopo Fabris